# Lee Robert Martin
Lee Robert Martin (Taunton, 9 de fevereiro de 1987) é um futebolista inglês. Atualmente, joga pelo Ipswich Town.